# Bahnhof Bülach
Der Bahnhof Bülach liegt in der gleichnamigen Stadt Bülach im Norden des Kantons Zürich in der Schweiz. Im Keilbahnhof vereinen sich die Strecken Zürich–Schaffhausen (Teilstrecken Zürich-Oerlikon–Oberglatt–Bülach und Eglisau–Neuhausen) und Winterthur–Koblenz. Der Bahnhof ist zudem Endstation mehrerer regionaler Buslinien. Betrieben wird der Bahnhof von Lernenden der Login Berufsbildung AG, die bei ihrer Arbeit von Berufsbildnern unterstützt werden.

## Geschichte
Bülach wurde am 1. Mai 1865 als Endstation der Bülach-Regensberg-Bahn (BR), an das Eisenbahnnetz angeschlossen. Die BR führte von Bülach nach Oerlikon und über Oberglatt nach Dielsdorf. Täglich verkehrten drei Zugpaare nach Zürich und Dielsdorf mit Wagen der ehemaligen Schweizerischen Nordbahn («Spanisch-Brötli-Bahn»). Der Bahnhof befand sich auf dem Gelände des heutigen Schulhauses Lindenhof⊙. Mit dem Bau der Hochrheinbahn Winterthur–Koblenz errichtete die NOB am heutigen Standort einen Keilbahnhof, der mit der Eröffnung der Strecke am 1. August 1876 in Betrieb genommen wurde. Am 1. Januar 1877 wurde die Bülach-Regensberg-Bahn von der NOB übernommen.

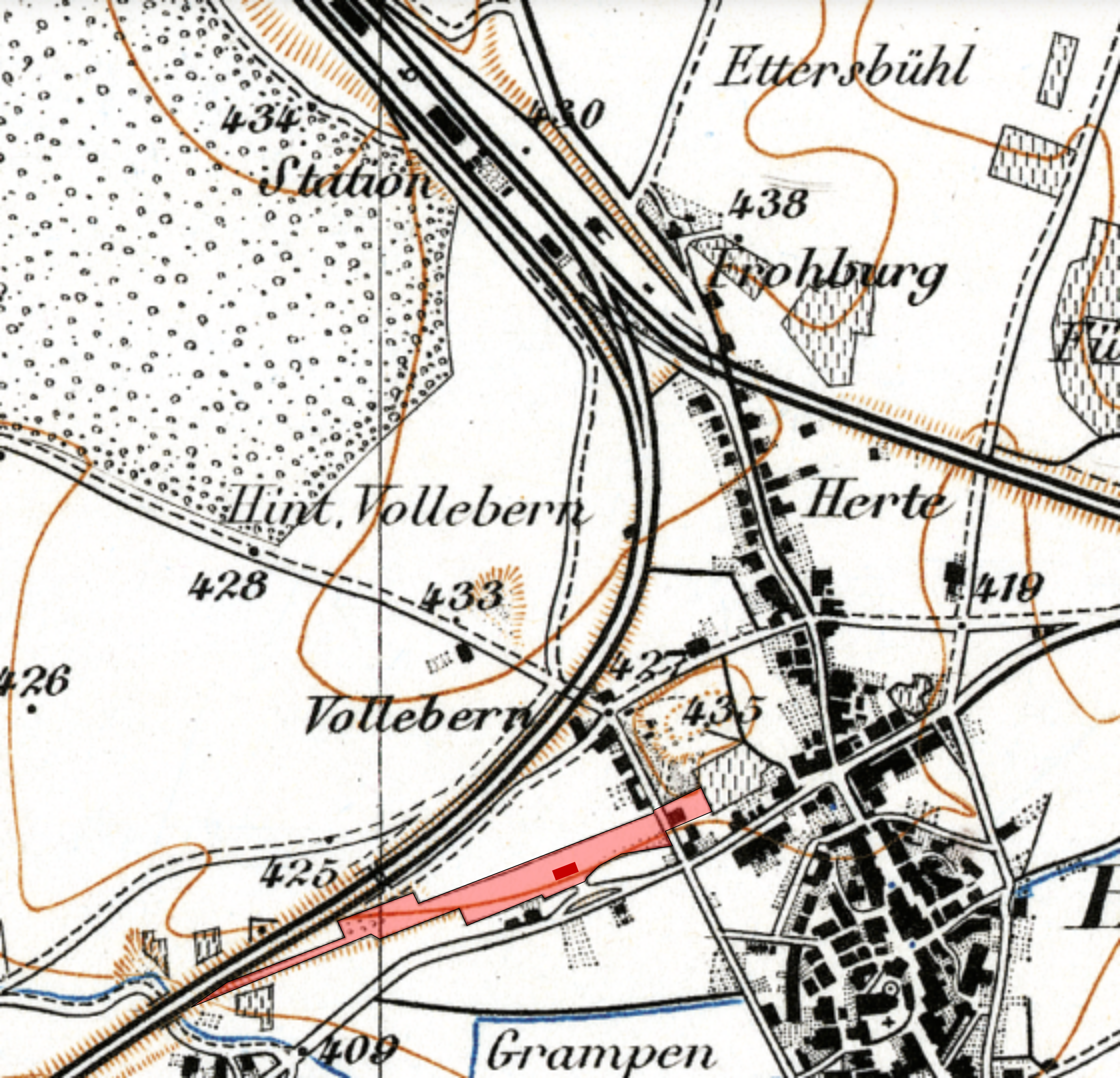
Lage des ersten Bahnhofs in Bülach (rot markiert). Siegfriedkarte von 1881
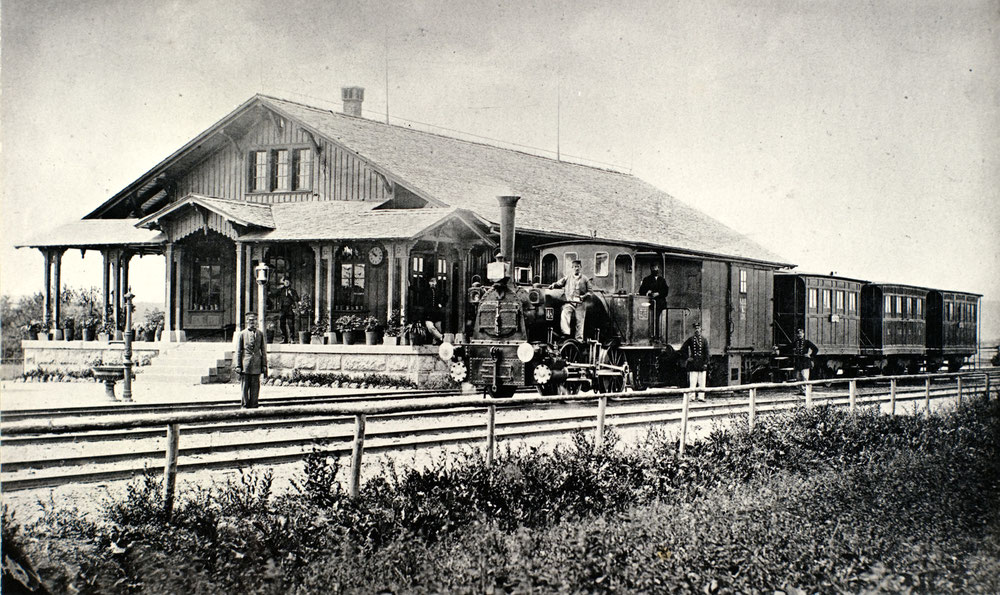
Erster Bahnhof Bülach ca. 1870. Der Zug besteht aus Wagen der ehemaligen Schweizerische Nordbahn («Spanisch-Brötli-Bahn»)
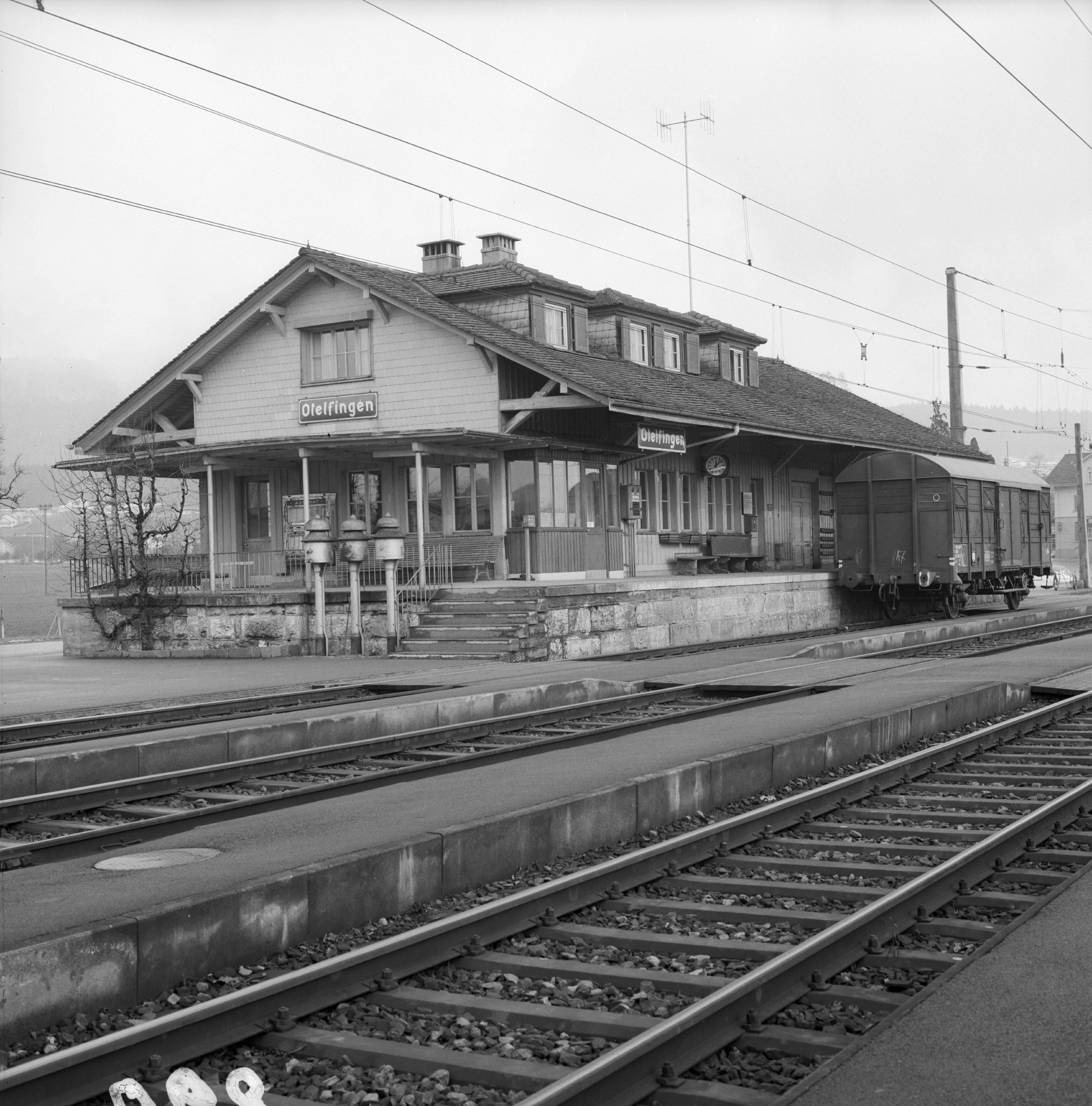
Erhaltener erster Bahnhof von Bülach in Otelfingen

Mit der Eröffnung der NOB-Strecke (Bülach–)Eglisau–Neuhausen am Rheinfall löste ab 1. Juni 1897 die BR-Strecke über Bülach die Rheinfallbahn Winterthur–Andelfingen–Schaffhausen als Hauptstrecke zwischen Zürich und Schaffhausen ab. In diesem Zusammenhang wurde zwischen Bülach und Eglisau ein zweites Gleis gebaut und am 1. Juni 1897 in Betrieb genommen. 1902 wurde die NOB verstaatlicht und in die neu gegründete SBB eingegliedert, womit auch der Bahnhof in den Besitz der SBB überging. Am 15. Dezember 1928 wurde der elektrische Betrieb auf der Strecke Zürich–Schaffhausen aufgenommen, die Strecke nach Winterthur folgte 1945. Am 1. Juni 1980 konnte der Doppelspurausbau Niederglatt–Bülach eröffnet werden. In diesem Zusammenhang erhielt der Bahnhof gedeckte Aussenperrons, die durch eine Unterführung erschlossen werden. Seit 1982 verkehren die Züge im Taktfahrplan. Seit Mai 1990 verkehrt die S-Bahn Zürich im Auftrag des ZVV.

### Bahnhofsgebäude

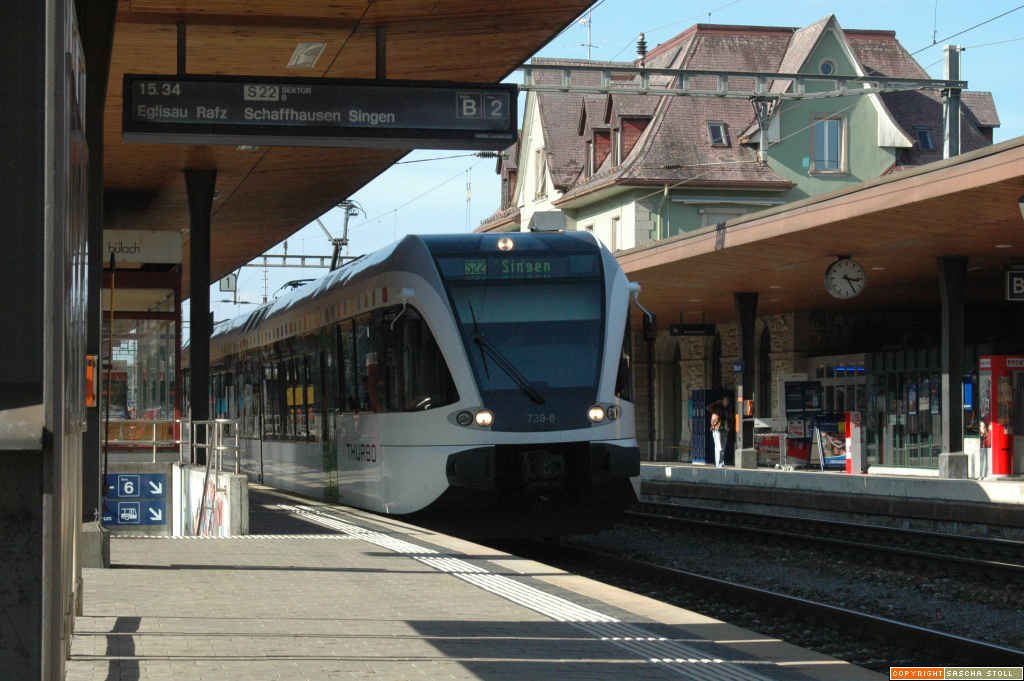
Gleis 2, Bahnhofsgebäude Seite Zürich-Schaffhausen (2007)

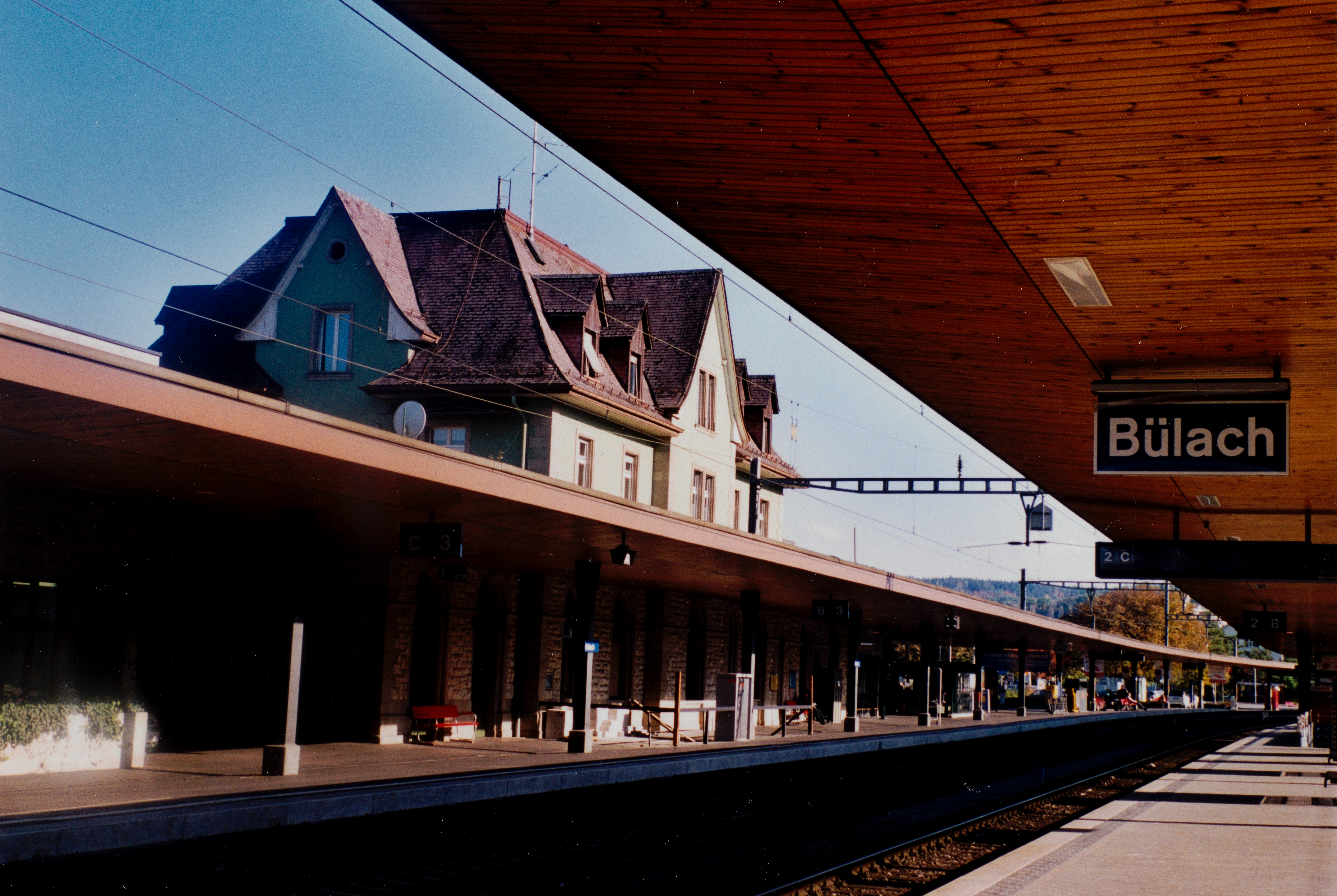
Gleis 3 und 2, Bahnhofsgebäude Seite Zürich–Schaffhausen (2002)

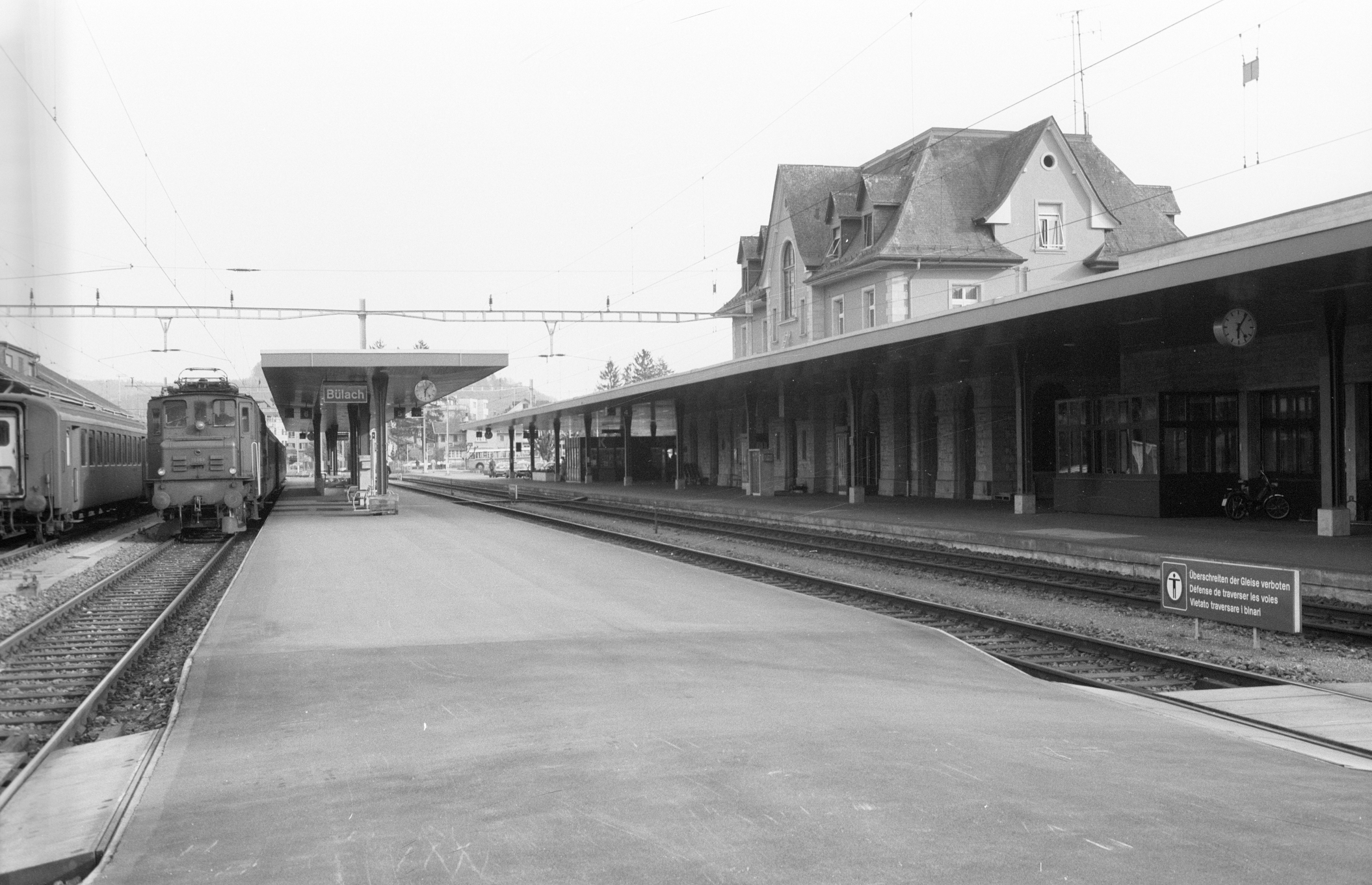
Gleise 4 bis 6, Bahnhofsgebäude Seite Winterhtur–Koblenz (ca. 1983)

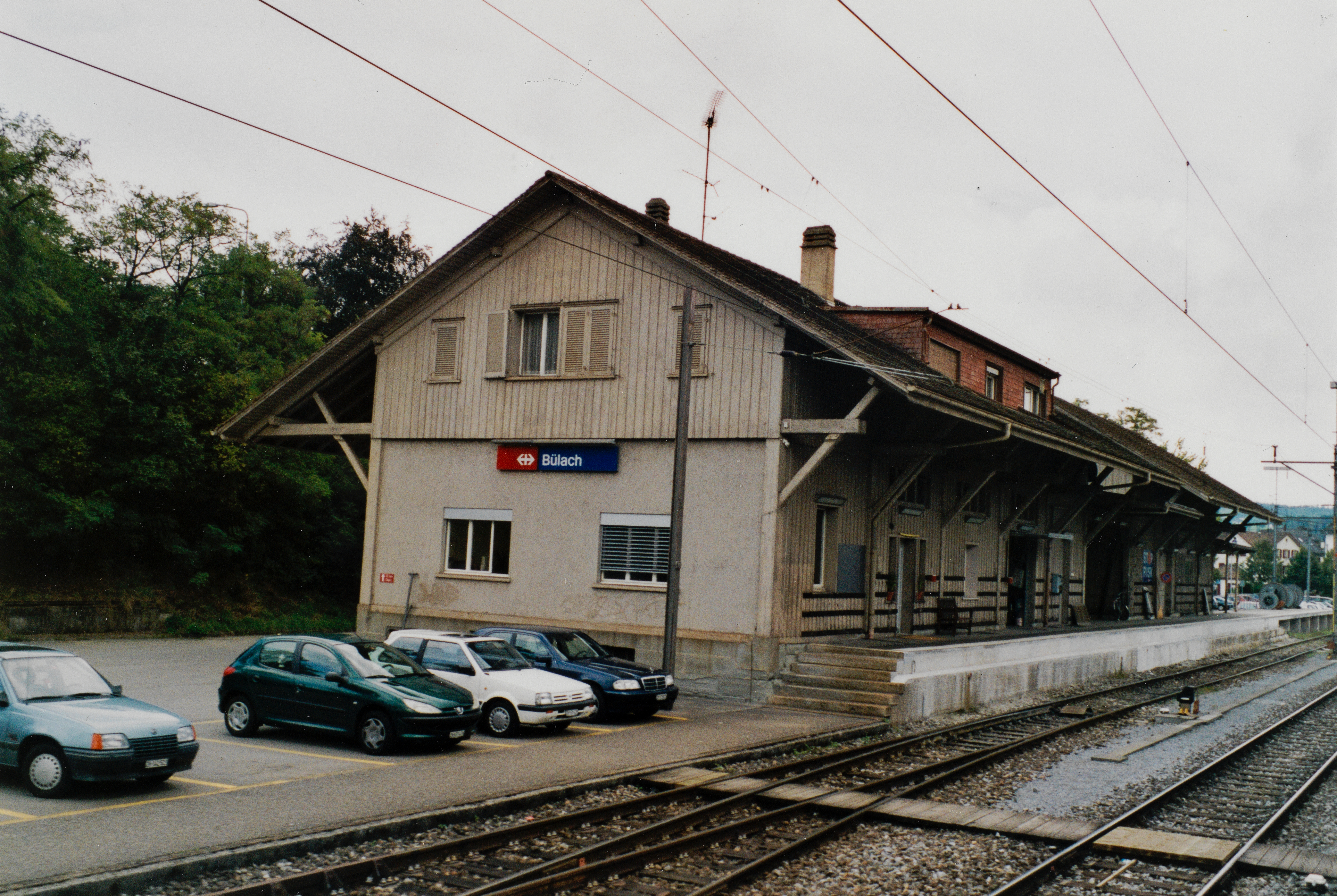
Güterschuppen (2002), ehemaliges Empfangsgebäude von 1876, 1900 verschoben und umgenutzt

Anlässlich der Streckeneröffnung im Jahr 1865 wurde lediglich ein provisorisches Bahnhofsgebäude aus Holz errichtet, das dem Kopfbahnhof westlich der „Volleeberen“ diente. Es handelte sich um ein einfaches Holzgebäude nach einem Standardentwurf der Schweizerischen Nordostbahn (NOB), die zu einem Drittel an der Bülach-Regensberg-Bahn beteiligt war. Der Entwurf stammte vermutlich von Jakob Friedrich Wanner, der auch den Zürich Hauptbahnhof entworfen hatte. Das Holzgebäude war im Wesentlichen ein Güterschuppen, der mit einem Wartesaal und einem Stationsbüro ergänzt wurde. Im Dachgeschoss war die Wohnung des Bahnhofsvorstands untergebracht. Nach der Inbetriebnahme des neuen Bahnhofs wurde das alte Gebäude abgebaut und ab 1877 in Otelfingen weiter verwendet.
Das erste Bahnhofsgebäude am neuen Standort in der „Fangleten“ wurde im Hinblick auf die Streckeneröffnung Winterthur–Koblenz 1876 gebaut, Es handelte sich erneut nur um ein provisorisches Empfangsgebäude, denn es wurde eine Schuppenstation nach dem NOB-Schema V. Classe<!sic> erstellt. Dieses Holzgebäude, das nach der Eröffnung des heutigen Empfangsgebäudes aus Stein zum Güterschuppen umfunktioniert wurde, wurde 1900 für die Umnutzung über die Gleise nach Osten verschoben. Es war ein fünfachsiges Gebäude mit einem Warteraum der 1. und 2. Klasse sowie einem Warteraum 3. Klasse. Der Billetschalter befand sich an der Giebelseite. Im Obergeschoss eine Wohnung die auch nach dem verschieben beibehalten wurde.
Das heutige Bahnhofsgebäude wurde im Jahr 1900 gebaut. Dem Neubau gingen zwei Interventionen der Gemeinde Bülach beim Eisenbahndepartement voraus. Nachdem mehrere Entwürfe von der NOB-Direktion abgelehnt worden waren, beschloss die Direktion am 24. März 1899, den Entwurf von Th. Weiss auszuführen, dessen Entwurf wiederum auf einem von J. Gros aufbaute. Das Gebäude konnte im Jahr 1900 bezogen werden.

## Reisezentrum Bülach
Der Bahnhof verkauft nationale sowie internationale Billette, Abonnemente und Freizeitangebote. Zudem werden im Bahnhof Eventtickets von Ticketcorner verkauft. Die SBB bietet ebenfalls die Möglichkeit mit Western Union Geld zu transferieren und auch Geldwechsel ist am Schalter möglich. Der Bahnhof bietet auch den Fundservice an.
Er verfügt über rollstuhlgängige Perrongleise, eine rollstuhlgängige Toilette und einen Schalter für Personen im Rollstuhl.

## Verkehr
Der Bahnhof liegt an den Kursbuchstrecken 760 und 761. Seit der Einführung des Fernverkehrshalbstundentaktes zwischen Zürich und Schaffhausen halten in Bülach keine InterCity- oder InterRegio-Züge mehr. Früher waren diese Schnellzüge von Schaffhausen in Zürich in oft mit den Schnellzügen nach Olten–Langenthal–Bern beziehungsweise über den Gotthard ins Tessin oder nach Italien durchgebunden. Dafür hält der 2013 neu eingeführte stündliche RegioExpress Zürich HB–Schaffhausen in Bülach.
Des Weiteren wird der Bahnhof von vier Linien der S-Bahn Zürich bedient: Die S41 verkehrt in einem Halbstundentakt nach Winterthur und die S36 stündlich nach Waldshut. Beide Linien werden von Thurbo betrieben. Halbstündlich steht mit der S9 nach Uster eine Verbindung nach Zürich zur Verfügung, die in den Hauptverkehrszeiten durch die S3 ergänzt wird.
- 48 Zürich HB – Bülach – Schaffhausen
- S 3 (Bülach –) Hardbrücke – Zürich HB – Effretikon – Wetzikon
- S 9 Schaffhausen – Jestetten – Rafz – Zürich HB – Stettbach – Uster
- S 36 Bülach – Bad Zurzach – Waldshut
- S 41 Winterthur – Bülach

### Nachtzüge
Es verkehren drei Nachtzüge ab Bülach, wovon eine dem Zürcher S-Bahn-Netz zugeordnet ist. Die zwei anderen gehören zu den „Thurbo-Nightliner“.
- SN9 Bülach – Zürich HB – Stettbach – Uster
- SN41 Winterthur – Bülach
- SN65 Bülach – Schaffhausen

### Buslinien
Um den Bahnhof gibt es drei Haltestellen für den regionalen Busverkehr.

#### Bülach Bahnhof
Der Bahnhof Bülach ist ein regionaler und lokaler Busknotenpunkt. Die von PostAuto Schweiz betriebenen regionalen ZVV-Buslinien 515 (Bülach–Stadel b.N.), 525 (Bülach–Höri–Oberglatt) verkehren grundsätzlich tagsüber halbstündlich, abends und am Sonntag stündlich mit einer Reihe von Verdichtungen. Die Linie 530 (Bülach–Kloten–Flughafen Zürich) verkehrt halbstündlich und mit der Linie 531 (Bülach–Flughafen Zürich) besteht eine weiter Schnell-Verbindung zum Flughafen, die tagsüber mindestens halbstündlich verkehrt. Auf dem Gemeindegebiet werden neun weitere Haltestellen von den regionalen Buslinien bedient.
Die zwei täglich verkehrenden Bülacher Ortsbuslinien 501, 504 fallen ebenfalls in die Zuständigkeit von PostAuto und bedienen neben dem Bahnhof und drei Regionalbus-Haltestellen, weitere 21 Haltestellen auf Gemeindegebiet. Die Linie 504 bedient auch zwei Haltestellen in der Nachbargemeinde Bachenbülach und verkehrt mit einer Haltestelle beim Pistenende für Flugzeugbegeisternde bis Oberglatt ZH.
| Linie | Strecke                                                           |
| ----- | ----------------------------------------------------------------- |
| 501   | Bachenbülach Bramenländli – Bülach Bahnhof – Bülach Kantonsschule |
| 504   | Bülach Bahnhof – Oberglatt ZH Bahnhof                             |
| 515   | Bülach Bahnhof – Stadel b. N., Neuwis-Huus (- Kaiserstuhl AG)     |
| 525   | Bülach Bahnhof – Oberglatt ZH Bahnhof                             |
| 530   | Bülach Bahnhof – Zürich Flughafen Bahnhof                         |
| 531   | Bülach Bahnhof – Zürich Flughafen Bahnhof                         |

#### Bülach Güterbahnhof / Bülach Bahnhof Ost
Die Buslinie 501 bedient auch die nahegelegenen Haltestellen Bülach Güterbahnhof und Bülach Bahnhof Ost.
| Linie | Strecke                                                           |
| ----- | ----------------------------------------------------------------- |
| 501   | Bachenbülach Bramenländli – Bülach Bahnhof – Bülach Kantonsschule |

#### Nachtbusse
Am Wochenende fahren die Nachtbusse N53 und N54 ab Bülach die Stationen Wasterkingen Gemeindehaus und Winkel Hagenbuechen an.
| Linie | Strecke                                    |
| ----- | ------------------------------------------ |
| N53   | Bülach Bahnhof – Wasterkingen Gemeindehaus |
| N54   | Bülach Bahnhof – Winkel Wiesental          |